# Alan Fitch
Ernest Alan Fitch, JP, DL (* 10. März 1915; † 7. August 1985) war ein britischer Politiker der Labour Party, der unter anderem von 1958 bis 1983 Mitglied des House of Commons war sowie verschiedene Juniorminister-Posten bekleidete.

## Leben
Ernest Alan Fitch, ältester Sohn von Reverend E. W. Fitch, besuchte von 1927 bis 1932 die Kingswood School in Bath und war Bergmann tätig. Daneben vertrat er die Bergarbeiter im Exekutivkomitee des Regionalen Gewerkschaftsrates (Regional Council of Labour) für die Grafschaften Lancashire und Cheshire.
Nach dem Tode des bisherigen Abgeordneten Ronald Williams am 14. März 1958 wurde Fitch bei der dadurch notwendigen Nachwahl im Wahlkreis „Wigan“ am 12. Juni 1958 erstmals zum Mitglied des House of Commons gewählt und vertrat diesen Wahlkreis fast 25 Jahre lang bis zur Unterhauswahl am 9. Juni 1983, woraufhin sein Parteifreund Roger Stott zum neuen Abgeordneten für diesen Wahlkreis gewählt wurde. Während dieser Zeit war er zwischen 1964 und 1966 stellvertretender Parlamentarischer Geschäftsführer (Assistant Whip) der Fraktion der regierenden Labour Party sowie im Anschluss von 1966 bis 1969 Lord des Schatzamtes (Lord Commissioner of the Treasury). Als Nachfolger von Charles Morris war er von 1969 bis zur Niederlage der Labour Party bei der Unterhauswahl am 18. Juni 1970 Vice-Chamberlain of the Royal Household ab und fungierte damit als Stellvertreter des Oberkammerherrn (Lord Chamberlain of the Household). Im Anschluss wurde Jasper More von der Conservative Party neuer Vice-Chamberlain of the Royal Household. Als Vertreter des Parlaments des Vereinigten Königreichs war er zudem vom 13. März 1978 bis zur Europawahl am 7. Juni 1979 auch Mitglied des Europäischen Parlaments.
Alan Fitch war seit 1950 mit Nancy Maude Davis verheiratet.